# Testament (film)
Testament (v anglickém originále Testament) je americký dramatický film z roku 1983. Režisérem filmu je Lynne Littman. Hlavní role ve filmu ztvárnili Jane Alexander, William Devane, Ross Harris, Roxana Zal a Lukas Haas.

## Děj
Rodina Wetherlyových – manžel Tom, manželka Carol a děti Brad, Mary Liz a Scottie – žije na fiktivním předměstí Hamelin v Kalifornii. Tom, živitel rodiny, pracuje poblíž v San Franciscu.
Jednoho běžného odpoledne si Carol vyslechne zprávu na záznamníku od Toma, že je na cestě domů na večeři. Scottie sleduje Sesame Street v televizi, když pořad náhle vystřídá bílý šum; na obrazovce se objeví moderátor zpráv ze San Francisca, který říká, že ztratili signál v New Yorku a došlo k explozím „jaderných zařízení na východním pobřeží“. Moderátor je přerušen tónem nouzového vysílacího systému. Hlas hlasatele prohlásí, že Bílý dům přerušuje program, ale oknem je vidět oslepující záblesk jaderného výbuchu a vysílání utichne. Rodina se v panice schoulí na podlaze, když se rozezní sirény městského leteckého poplachu; o několik minut později je vidět několik sousedů, jak pobíhají po ulici venku, omráčeni strachem a zmatkem. Rodina se snaží zachovat klid a doufá, že Tom je v bezpečí.
Zdá se, že předměstí Hamelin přežilo relativně bez úhony. Vyděšení obyvatelé se scházejí v domě Henryho Abharta, postaršího radioamatéra. Ten navázal kontakt s přeživšími na venkově i v zahraničí, ale prozradil, že celá oblast Bay Area a všechna velká americká města jsou bez rádiového spojení. Larry, místní chlapec, který přišel o rodiče, se nastěhuje k Wetherleyovým, ale podlehne otravě radiací. Před bombardováním se nacvičovala školní hra o Krysaři z Hamelinu; město se zoufale snaží vrátit do normálu a rozhodne se v představení pokračovat. Rodiče se usmívají a tleskají, mnozí z nich v slzách. Den po útoku si děti všimnou, že se na pevných plochách usazuje kontaminovaná špína, která vznikla v důsledku výbuchu. Obyvatelé se nyní musí vyrovnat se ztrátou komunálních služeb, nedostatkem potravin a plynu a nakonec i ztrátou blízkých kvůli otravě radiací. Scottie, který podlehl jako první, je pohřben na dvorku. Protože mrtvých přibývá rychleji než pracovních sil na jejich pohřbení, dřevěné rakve se později používají jako palivo pro pohřební hranici. Carol šije z prostěradel pohřební rubáš pro svou dceru Mary Liz, která také umírá na následky ozáření.
Zatímco mladí lidé umírají, starší obyvatelé rychle podléhají demenci a ve městě pomalu nastává chaos, protože ubývá policistů a hasičů. Mladý pár opouští město poté, co ztratí své nemluvně, a doufá, že najde bezpečí a útěchu jinde. Carol při hledání baterie znovu vyslechne manželův poslední vzkaz na záznamníku. Ke svému zármutku najde na záznamníku pozdější (a dosud nevyslyšený) vzkaz od Toma: rozhodl se v den útoku zůstat dlouho v práci v San Francisku a ona se vzdává naděje, že se vrátí domů. Brad, Carolino poslední žijící dítě, pomáhá matce a přebírá vysílačku za Henryho Abharta. Adoptují mentálně postiženého chlapce jménem Hiroshi, kterého Tom brával rybařit se svými dětmi poté, co zemřel Hiroshiho otec. Brzy poté se u Carol začnou projevovat příznaky otravy radiací. Carol se rozhodne, že ona, Brad a Hiroshi se vyhnou pomalé a bolestivé smrti v důsledku otravy radiací a místo toho si vezmou život otravou oxidem uhelnatým. Shromáždí se v rodinném kombíku s běžícím motorem a zavřenými dveřmi garáže, ale Carol se nemůže přimět k tomu, aby svůj čin provedla. Nakonec jsou vidět, jak sedí při svíčkách a oslavují Bradovy narozeniny, přičemž místo dortu používají grahamové sušenky. Přehraje se starý rodinný domácí film z narozeninové oslavy, na kterém je vidět, jak Tom sfoukává svíčky na dortu.

## Obsazení
| Jane Alexander    | Carol Wetherly    |
| William Devane    | Tom Wetherly      |
| Ross Harris       | Brad Wetherly     |
| Roxana Zal        | Mary Liz Wetherly |
| Lukas Haas        | Scottie Wetherly  |
| Philip Anglim     | Hollis            |
| Lilia Skala       | Fania             |
| Leon Ames         | Henry Abhart      |
| Rebecca De Mornay | Cathy Pitkin      |
| Kevin Costner     | Phil Pitkin       |

## Ocenění
Jane Alexander byla za svou roli v tomto filmu nominována na Oscara a Zlatý globus, ani jednu nominaci však neproměnila.  